# Loi relative à la protection de la nature
La Loi relative à la protection de la nature du 10 juillet 1976 est considérée comme une loi fondatrice pour la protection de la nature en France bien qu'il soit possible de faire remonter la chronologie du droit de l'environnement en France au XVIIe siècle. Elle est composée de 43 articles répartis en 6 chapitres.
Cette loi introduit notamment : 
- le statut d'espèces protégées ;
- les études d'impact pour infrastructures ;
- un statut pour l'animal (domestique) ;
- des nouveaux statuts d'espaces protégés (réserve naturelle, arrêté préfectoral de protection de biotope...) ;

## Histoire
Un projet de loi est déposé par le gouvernement Chirac le 23 avril 1975, le projet est signé par le premier ministre et onze autres ministres. La loi est ensuite votée à l’unanimité le 25 juin 1976.
Ses décrets d'application sur les espèces protégées, les arrêtés de protection de biotope et les études d’impact ont été publiés dans le courant de l'automne 1977, et la première liste d’espèces protégées le 17 avril 1981.

## Contenu
Le texte final est composé de 43 articles répartis en 6 chapitres :

### Article premier
Le premier article de la loi correspond à une déclaration d'intention.

### Article 2
L'article 2 est à la base du régime d'étude d'impact en France. Cet article a été largement enrichi lors des débats parlementaires par rapport à la version proposée par le gouvernement (voir complètement transformée selon les mots de Michel prieur) ce qui produit un article inhabituellement long et qui empiète sur ce qui devrait être sa partie réglementaire.
Le décret d'application est paru le 12 octobre 1977 et s'est appliquer à partir de l'année suivante.

### Chapitre premier: De la protection de la faune et de la flore.
(article 3 à 8)

L'article 3 pose la nécessité de protéger les espèces soit pour leur intérêt scientifique, soit parce qu'elles sont menacées. La Loi de 1976 évoque pour la première fois la protection de la flore.

### Chapitre II: De la protection de l'animal.
(articles 9 à 15)

L'article 9 établit que l'animal est un "être sensible" dans le Code rural, et qu'il doit être placé par son propriétaire dans des conditions compatibles avec les impératifs biologiques de son espèce, l'article 10 renvoi quant à lui à des dispositions ultérieures pour définir les conditions de détention des animaux par des établissements ouverts au public et l'article 13 punit l'abandon des animaux domestiques.

### Chapitre III: Des réserves naturelles.
(articles 16 à 27)

Le Chapitre III définit les objectifs et les modalités de création des réserves naturelles nationales, ainsi que la réglementation qui leur est applicable. Le chapitre 24 donne la possibilité aux propriétaires fonciers de demander l'agrément de leurs terrains comme réserves naturelles volontaires.

### Chapitre IV: De la protection des espaces boisés.
(article 28)

Le chapitre IV, constitué d'un unique article, élargit les possibilités de classement comme forêt de protection et précise que tous changement d'affectation des sols y est interdit.

### Chapitre V: Dispositions pénales.
(article 29 à 35)

Les dispositions pénales concernent, en particulier, les sanctions en cas d'infraction à la présente loi, et précisent les pouvoir des agents de police de l'environnement.

### Chapitre VI: Dispositions diverses.
(article 36 à 43)

Ce dernier chapitre porte plusieurs dispositions concernant le droit de la chasse en France. Il  dispose également que les associations de protection de la nature peuvent participer aux actions des organismes publics et qu'elles peuvent exercer les droits reconnus à la partie civile.

## Bilan et critiques
L'UICN considère que cette loi constitue un tournant novateur pour la protection de la nature en France.
L'association France Nature Environnement considère la gestation de la loi, longue et son application tardive (délai de publication des décrets).